# Andrena auripes
Andrena auripes är en biart som beskrevs av Laberge 1967. Andrena auripes ingår i släktet sandbin, och familjen grävbin. Inga underarter finns listade i Catalogue of Life.